# 明石市立江井島中学校
明石市立江井島中学校（あかししりつ えいがしまちゅうがっこう）は、兵庫県明石市にある公立中学校。

## 沿革
- 1979年（昭和54年）4月1日 - 明石市立江井島中学校創立。

## 部活動

### 運動部
- 野球部
- サッカー部
- 陸上競技部
- 柔道部
- 女子バレーボール部
- ソフトテニス部
- バスケットボール部

### 文化部
- 吹奏楽部
- 茶道部
- 家庭科部

## 校区
- 明石市立江井島小学校

## 著名な出身者
- 平愛梨（タレント）[1]
- 平慶翔（元俳優、東京都議会議員）

## 通学区域が隣接している学校
- 明石市立魚住中学校
- 明石市立魚住東中学校
- 明石市立大久保北中学校
- 明石市立大久保中学校